# Шльонкфа
Шльонкфа (пол. Śląkfa) — польська літературна премія з фантастики, заснована у 1984 році Сілезьким клубом фантастики, найстаршим із діючих у Польщі клубів фантастики. Лауреатів премії в трьох категоріях — Творець року, Видавець року, Фан року — визначає журі, до складу якого входить керівництво клубу та запрошені особи. Лауреати премії оголошуються на щорічному літературному семінарі в Хожуві. Кілька разів також вручалась спеціальна премія — «Золота Шльонкфа». Одночасно із врученням основних премій журі "Шльонкфи"до 2005 року вручало також антипремію — «Золотий Метеор».
Автором проекту статуетки «Шльонкфи» є хожувський художник і різьбяр Маріан Кноблох.

## Лауреати
Список лауреатів:
| Рік  | Творець року                                     | Фан року | Видавець року                                                       |
| ---- | ------------------------------------------------ | --- | ------------------------------------------------------------------- |
| 2022 | Радек Рак                                        | Павел Майка | Томаш Колодзейчак (Egmont Polska)                                   |
| 2021 | Пьотр Цесьлінський                               | Александра Томіцька-Кайпер                                                                                                | Катажина Сєнкевич-Косик і Рафал Косик (Powergraph)                  |
| 2020 | Гжегож Худий                                     | Яцек Дух, Анна Плоценнічак-Бабілон (Drużyna Wiewióry)                                                                     | Александер Кущ (Видавництво «Almaz»)                                |
| 2019 | Радек Рак                                        | Аркадіуш Крих, Катажина Пікса, Йоанна Плоска і Магдалена Смичек (MBP w Żorach)                                            | Марцін Шверкот і Адріан Комарський (Awaken Realms)                  |
| 2018 | Пьотр Цесьлінський                               | Мацей Пітала | Пьотр Мілеаський і Міколай Віхер                                    |
| 2017 | Ян Юрковський і Марек Гуч (Grupa Filmowa Darwin) | Яцек Фалейчик (Zew Zajdla)                                                                                                | Міхал Шольц (Storytel)                                              |
| 2016 | Якуб Рожальський                                 | Елін Камінська (Smokopolitan)                                                                                             | Даріуш Вашкевич (Galakta)                                           |
| 2015 | Дарек Коцурек                                    | Анджей Зимняк | Дастін Вавжиняк («Agencja 5 Żywiołów»)                              |
| 2014 | Александер Тукай і Миколай Віхер                 | Войцех Жадек | Ігнацій Тшевічек                                                    |
| 2013 | Анджей Сапковський                               | Пйотр Деркач (Клуб фантастики «Druga Era»)                                                                                | Павел Дембовський, Міхал Міхальський і Томаш Сташкевич («BookRage») |
| 2012 | Іренеуш Коньор                                   | Даніель «Крейт» Залевський (сервіс «Ulice Ankh-Morpork»)                                                                  | Марцін Беме (Audioteka)                                             |
| 2011 | Якуб Малецький                                   | Конрад Вонгровський (Esensja)                                                                                             | Адам Бадовський (CD Projekt)                                        |
| 2010 | Віт Шостак                                       | Адам Санторський («501 Legion»)                                                                                           | Рафал Косик і Катажина Сенкевич-Косик (Powergraph)                  |
| 2009 | Яцек Дукай і Якуб Яблонський                     | Павел Дембовський | Міхал Стахира і Мацей Засовський (Kuźnia Gier)                      |
| 2008 | Бартош Мінкевич і Томаш Мінкевич                 | Вальдемар Грушинський і Мамерт Яніон (організатори Полькону-2008 в Зеленій Гурі)                                          | Войцех Орлінський («Agora SA»)                                      |
| 2007 | Яцек Дукай                                       | Вітольд Секежинський, Вавжинець Бакалярський, Анджей Левкович, Павел Потаковськийі (організатори Полькону-2007 у Варшаві) | Марцін Івінський і Міхал Кіцинський (CD Projekt)                    |
| 2006 | Майя Лідія Коссаковська                          | Ярослав Флорчак (імпреза «Tolk Folk»)                                                                                     | Анджей Мішкурка (видавництво «Mag»)                                 |
| 2005 | Ярослав Гжендович                                | Іоанна Слупек (сайт zajdel.fandom.art.pl)                                                                                 | Станіслав Росек («słowo/obraz terytoria»)                           |
| 2004 | Віт Шостак                                       | Артур Длугош і Конрад Вонгровський («Esensja»)                                                                            | Аніта Касперек (Wydawnictwo Literackie)                             |
| 2003 | Віт Шостак                                       | Шимон Сокул (Краків) | Анна Бжезінська і Едита Шульц (Agencja Wydawnicza Runa)             |
| 2002 | Томаш Багінський                                 | Ришард Дердзинський і Томаш Губала («Parmadili»)                                                                          | Томаш Колодзейчак («Egmont»)                                        |
| 2001 | Фелікс Крес                                      | Сільвія «Кіро» Жабинська (Kraków)                                                                                         | Анджей Мішкурка («Mag»)                                             |
| 2000 | Яцек Дукай                                       | Марцін Ґриґель (Ельблонг)                                                                                                 | Марцін Івінський (CD Projekt)                                       |
| 1999 | Марек Губерат                                    | Вітольд Секежинський (Варшава)                                                                                            | Мирослав Ковальський (superNOWA)                                    |
| 1998 | Рафал Земкевич                                   | Станіслав Стрельнік (Краків)                                                                                              | Збігнев Фоньок («Amber»)                                            |
| 1997 | Ева Бялоленцька                                  | Збігнев Живадло (Вроцлав)                                                                                                 | Анджей Мішкурка («Mag»)                                             |
| 1996 | Марек Губерат                                    | Казімеж Келярський (Зелена Гура)                                                                                          | Дорота Малиновська («Prószyński i S-ka»)                            |
| 1995 |                                                  | Томаш Колодзейчак (Варшава)                                                                                               | Мирослав Ковальський (NOWA)                                         |
| 1994 | Євгеніуш Дембський                               | | Яцек Родек («Mag»)                                                  |
| 1993 | Фелікс Крес                                      | | Тадеуш Зиск («Rebis»)                                               |
| 1992 | Анджей Сапковський                               | Анна Паперковська (Гданськ)                                                                                               | Яцек Фороманський (Phantom Press Int.)                              |
| 1991 |                                                  | | Томаш Колодзейчак і Даріуш Зенталяк («Voyager»)                     |
| 1990 | Рафал Земкевич                                   | Войтех Седенько (Ольштин)                                                                                                 | Збігнєв Фоньок («Amber»)                                            |
| 1989 | Анджей Сапковський                               | Вацлав і Гжегож Козубські (Білосток)                                                                                      | Лех Єнчмик («Fantastyka»)                                           |
| 1988 | Едмунд Внук-Липинський                           | | Віктор Букато («Alfa»)                                              |
| 1987 | Станіслав Лем                                    | Кшиштоф Паперковський (Гданськ)                                                                                           | Мирослав Ковальський («Iskry»)                                      |
| 1986 |                                                  | Януш Румак (Катовиці) | Віктор Букато (Alfa)                                                |
| 1985 | Марек Баранецький                                | Роберт Шмідт (Вроцлав) | Віктор Букато (Alfa)                                                |
| 1984 | Януш Зайдель                                     | Рафал Сурмач (Познань) | Єжи Лучак («TV Katowice»)                                           |
| 1983 | Юліуш Махульський                                | | Яцек Родек («Fantastyka»)                                           |

### Золота Шльонкфа
- 2013 — Богуслав Гвоздецький (Гданський клуб фантастики)
- 2006 — Богуслав Гвоздецький і Кшиштоф Паперковський (Гданський клуб фантастики)
- 1989 — Пйотр Каспровський
- 1986 — Марек Нововейський

### Спеціальна відзнака
- 1998 — Кристина Квятковська

### Номінанти
2023
- Автор: Катажина Клякля, Магдалена Кубасевич, Лукаш Кухарчик, Марцін Мортка, Радек Рак
- Фан: Адріанна Адамська-Ососінська, Мацей Анткевич і Мацей Коснік, Віктор Коліньський, Павел Майка, Войцех Скабек, Магдалена Влохач, Даміан Зємба
- Видавець/Промоутер: Кшиштоф Біліньський (Wydawnictwo IX), Анета Джевецька (Pigmalion Fantastyki)), Томаш Колодзейчак (Egmont), Лукаш Пехачек (Ludiversum), Пшемислав Романський (Wydawnictwo SQN)

2022
- Автор: Міхал Цетнаровський, Якуб Цвєк, Антоніуш Дєтціус, Анна Нєзнай, Міхал Протасюк, Магдалена Салік
- Фан: Лукаш Колодзєй, Марцін Шрама, Александа Томіцька-Кайпер, Міхал Вісневський
- Видавець/Промоутерр: Міхал Лісовський (Black Monk Games), Гжегож Млодавський (Польський фонд наукової фантастики), Катажина Сєнкевич-Косик і Рафал Косик

2021
- Автор: Якуб Бєлявський, Гжегож Худий, Войцех Гуня, Агнешка Галас, Марта Кісель
- Фан: Мацей Стажицький і Кароліна Супрун (Avangarda), Яцек Дух і Анна Плоценічак-Бабілон (Drużyna Wiewióry), Адам Павловський (Kapitularz), Каміль Борек, Кшиштоф Церан, Анна Янішевська, Рафал Пататин і Анна Пьотровська (Sesje na podsłuchu)
- Видавець/Промоутер: Александер Куш (Almaz), Кшиштоф Білінський (Wydawnictwo IX), Даріуш Васькевич (Wydawnictwo Galakta), Влодзімеж Вечорек (Wydawnictwo Vesper)

2020
- Автор: Яцек Денель, Рафал Міколайчик, Кшиштоф Піскорський, Радек Рак, Марта Кісель
- Фан: Якуб Нужинський, Марцін «Alqua» Клак, Аркадіуш Крих, Катажина Пікса, Йоанна Плоска і Магдалена Смичек, Пьотр Деркач і Павел Островський
- Видавець/Промоутерр: Agencja 5 Żywiołów (Дастін і Домінік Вавжиняк), Awaken Realms (Марцін Шверкот і Адріан Комарський), Black Monk Games (Міхал Лісовський, Єжи Жимовський і Дарія Пілярчик), Game Music Festival (Маріуш Борковський), Tomasz Pindel, Prószyński i S-ka (Мацей Маковський, Ельжбета Квятковська), Варшавський ярмарок фантастики (Конрад Маріанський)

2019
- Автор: Пьотр Цеслінський, Яцек Дукай, Мартина Радуховська, Роберт Веґнер
- Фан: Ришард Дердзінський, Мацей Пітала, Давід Вікторскі, Лешек Зелінський
- Видавець/Промоутер: Томаш Колодзейчак та Артур Шрейтер (Egmont), Пьотр Мілевський та Міколай Віхер, Анджей Мішкурка (MAG), Кшиштоф Островський (Non Stop Comics), Марцін Звежховський

2018
- Автор: Гжегож Худий, Grupa Filmowa Darwin (Ян Юрковський і Марек Гуч), Рафал Косик, Магдалена Куценти, Єжи Маховський
- Фан: Мацей Козєй і Мацей Пітала, Яцек Фалєйчик, Катажина Сєдлецька, Якуб Баранський і Марцін Словіковський
- Видавець/Промоутер:Войцех Орлінський, Storytel, Марек Желковський і Віктор Жвікевич

2013
- Автор: Анджей Сапковський, Агнешка Галас, Лукаш Орбітовський, Кшиштоф Піскорський
- Фан: Пйотр Деркач, Войцех Козлінський, Павел Сцібьорек, Кароль Титко і Мацєй Титко
- Видавець: (BookRage), TissoToys, Egmont, Solaris

2012
- Автор: Іренеуш Коньор, Якуб Цвєк, Александер Гловацький, Віт Шостак, Роберт Веґнер, Анджей Земянський
- Фан: Даніель Залевський, Матеуш Фроваль, Войцех Жадек
- Видавець: Марцін Беме (Audioteka), TissoToys, Ars Machina, Powergraph, Sine Qua Non

2000
- Творець року: Яцек Дукай, Анна Бжезинська, Влодзімеж Ковалевський, Міхал Орач, Анджей Піліпюк
- Фан року: Марцін Гридель (Ельблонг), Шимон Сокул, Міхал Стахира, Сільвія Жабинська
- Видавець року: Марцін Івінський (CD Projekt), Egmont, Prószyński i S-ka, Mag, Portal

### Підсумки
Триразовими лауреатами премії стали: Віктор Букато — 1985, 1986 і 1988 (видавець), Яцек Дукай — 2000, 2007іi 2009 (автор), Томаш Колодзейчак — 1991, 1995, 2002 (2 рази як видавець і 1 раз як фан), Мирослав Ковальський — 1987, 1995, 1999 (видавець), Анджей Мішкурка — 1997, 2001 і 2006 (видавець), Анджей Сапковський — 1989, 1992 і 2013 (автор), Віт Шостак — 2003, 2004 і 2010 (автор).
Двічі лауреатами премії ставали: Павел Дембовський — 2009 і 2013 (фан і видавець), Збігнєв Фоньок — 1988 і 1990 (автор), Богуслав Гвоздецький — 2006 і 2013 (Золота Шльонкфа), Марек Губерат — 1996 і 1999 (автор), Марцін Івинський — 2000 і 2007 (видавець), Фелікс Крес — 1993 і 2001 (автор), Кшиштоф Паперковський — 1987 і 2006 (фан і Золота Шльонкфа), Яцек Родек — 1983 і 1994 (видавець), Конрад Вонгровський — 2004 і 2011 (фан), Рафал Земкевич — 1990 і 1998 (автор)